# Ліга Потігуар
Ліга Потігуар (порт.-браз. Campeonato Potiguar de Futebol Profissional) — чемпіонат штату Ріу-Гранді-ду-Норті з футболу, в якому беруть участь всі найсильніші клуби штату. Проводиться під егідою Федерації футболу штату Ріу-Гранді-ду-Норті (також відома як Федерація футболу Норті-ріу-гранденсе і Федерація футболу Потігуар).

## Етимологія
Потігуар (у множині — потігуарес) — назва жителів штату Ріу-Гранді-ду-Норті, як наслідок — прикметник, що позначає приналежність до цього штату. Воно походить від етнохороніму одного з племен тупі, який проживав на території сучасних штатів Ріу-Гранді-ду-Норті і Параїба — «потігуара», що в перекладі означало «пожирачі креветок».

## Історія
Федерація футболу штату Ріу-Гранді-ду-Норті була утворена 14 липня 1918 року, і в тому ж році спробувала провести перший чемпіонат, але спроба не увінчалася успіхом. У 1919 році першого чемпіона штату все ж вдалося виявити, ним стала «Амеріка» з Натала. Згідно з даними деяких істориків, у 1920 році став чемпіоном АБС, але офіційно федерація футболу штату визнає переможцем першості «Америку».
У 1921 році, згідно загальноприйнятої статистики, чемпіоном Ліги Потігуар став клуб «Сентро Еспортіво Наталенсе», однак деякі футбольні історики наводять докази того, що титул слід, принаймні, розділити між цією командою і АБС. Третій і останній спірний випадок у визначенні чемпіонів штату також пов'язаний з АБС — в 1925 році на полі чемпіоном став «Алекрін», але спортивний суд виніс рішення про перегляд підсумків та присудження звання чемпіонів АБС. Федерація футболу Потігуар не дає роз'яснень з цього приводу і протягом багатьох десятиліть між уболівальниками цих двох клубів відбуваються суперечки з приводу того, кого ж вважати «справжнім» чемпіоном 1925 року.
Історично в штаті домінують два клуби — АБС і «Амеріка Натал», причому АБС є рекордсменом Бразилії за кількістю завойованих титулів чемпіона свого штату. Третім клубом за кількістю завойованих титулів є 7-разовий чемпіон «Алекрін» з однойменного району Натала. Клуби не з Натала виграли в сумі лише п'ять чемпіонатів штату Ріу-Гранді-ду-Норті, причому всі перемоги припадають вже на XXI століття.
Формат чемпіонату багатоступінчастий і змішаний. Спочатку виявляються переможці двох етапів (в останні роки — Кубок міста Натала і Кубок Ріу-Гранді-ду-Норті). На кожному з етапів спочатку проводиться груповий турнір, а потім дві кращі команди виявляють переможця етапу. Далі в двоматчевому протистоянні (вдома і в гостях) фіналісти чемпіонату визначають чемпіона штату.
Згідно з рейтингом КБФ, чемпіонат штату Ріу-Гранді-ду-Норті на даний момент займає 11-е місце за силою у Бразилії.

## Чемпіони
- 1919 — Амеріка
- 1920 — Амеріка
- 1921 — Сентро Еспортіво Наталенсе
- 1922 — Амеріка
- 1923 — АБС
- 1924 — Алекрін
- 1925 — Алекрін та АБС[3]
- 1926 — Амеріка
- 1927 — Амеріка
- 1928 — АБС
- 1929 — АБС
- 1930 — Амеріка
- 1931 — Амеріка
- 1932 — АБС
- 1933 — АБС
- 1934 — АБС
- 1935 — АБС
- 1936 — АБС
- 1937 — АБС
- 1938 — АБС
- 1939 — АБС
- 1940 — АБС
- 1941 — АБС
- 1942 — не завершений
- 1943 — Санта-Круз
- 1944 — АБС
- 1945 — АБС
- 1946 — Амеріка
- 1947 — АБС
- 1948 — Амеріка
- 1949 — Амеріка
- 1950 — АБС
- 1951 — Амеріка
- 1952 — Амеріка
- 1953 — АБС
- 1954 — АБС
- 1955 — АБС
- 1956 — Амеріка
- 1957 — Амеріка
- 1958 — АБС
- 1959 — АБС
- 1960 — АБС
- 1961 — АБС
- 1962 — АБС
- 1963 — Алекрін
- 1964 — Алекрін
- 1965 — АБС
- 1966 — АБС
- 1967 — Амеріка
- 1968 — Алекрін
- 1969 — Амеріка
- 1970 — АБС
- 1971 — АБС
- 1972 — АБС
- 1973 — АБС
- 1974 — Амеріка
- 1975 — Амеріка
- 1976 — АБС
- 1977 — Амеріка
- 1978 — АБС
- 1979 — Амеріка
- 1980 — Амеріка
- 1981 — Амеріка
- 1982 — Амеріка
- 1983 — АБС
- 1984 — АБС
- 1985 — Алекрін
- 1986 — Алекрін
- 1987 — Амеріка
- 1988 — Амеріка
- 1989 — Амеріка
- 1990 — АБС
- 1991 — Амеріка
- 1992 — Амеріка
- 1993 — АБС
- 1994 — АБС
- 1995 — АБС
- 1996 — Амеріка
- 1997 — АБС
- 1998 — АБС
- 1999 — АБС
- 2000 — АБС
- 2001 — Коринтианс (Кайко)
- 2002 — Амеріка
- 2003 — Амеріка
- 2004 — Потігуар ді Мосоро
- 2005 — АБС
- 2006 — Бараунас (Мосоро)
- 2007 — АБС
- 2008 — АБС
- 2009 — АССУ (Асу)
- 2010 — АБС
- 2011 — АБС
- 2012 — Амеріка
- 2013 — Потігуар ді Мосоро
- 2014 — Амеріка
- 2015 — Амеріка
- 2016 — АБС

## Досягнення клубів
Курсивом виділені нині не функціонуючі футбольні клуби. 
1. АБС (Натал) — 50 (включаючи 1 спільний титул)
2. Амеріка (Натал) — 34
3. Алекрін (Натал) — 7 (включаючи 1 спільний титул)
4. Потігуар (Мосоро) — 2
5. Санта-Круз (Натал) — 1
6. Сентро Еспортіво Наталенсе (Натал) — 1[4][5]
7. Бараунас (Мосоро) — 1
8. Корінтіанс (Кайко) — 1
9. АССУ (Асу) — 1